# ميشيل تيمز
ميشيل تيمز (بالإنجليزية: Michele Timms) مواليد 28 يونيو 1965 في ملبورن، هي لاعبة كرة سلة أسترالية معتزلة بدأت مسيرتها الاحترافية في سنة 1984. يبلغ طولها 5 قدم 4.5 بوصة (1.6 م). مثلت منتخب بلادها. شاركت في دورة الألعاب الأولمبية الصيفية سنة 1988. اعتزلت اللعب في 2001. دخلت قاعة مشاهير الاتحاد الدولي لكرة السلة.

## الميداليات
| الميدالية | المسابقة                           |
| --------- | ---------------------------------- |
| برونزية   | الألعاب الأولمبية الصيفية 1996     |
| فضية      | الألعاب الأولمبية الصيفية 2000     |
| برونزية   | كأس العالم لكرة السلة للسيدات 1998 |

## روابط خارجية
- ميشيل تيمز على موقع الاتحاد الدولي لكرة السلة (الإنجليزية)
- ميشيل تيمز على موقع الاتحاد الوطني لكرة السلة النسائية (الإنجليزية)
- ميشيل تيمز على موقع ريلجم (الإنجليزية)
- ميشيل تيمز على موقع قاعة مشاهير كرة السلة للسيدات (الإنجليزية)
- ميشيل تيمز على موقع سبورتس رفرنس (الإنجليزية)
- ميشيل تيمز على موقع سبورتس رفرنس (الإنجليزية)
- ميشيل تيمز على موقع أوليمبيديا (الإنجليزية)
- ميشيل تيمز على موقع اللجنة الأولمبية الأسترالية (الإنجليزية)
- ميشيل تيمز على موقع قاعة أستراليا للمشاهير الرياضية (الإنجليزية)